# Église Saint-Ferdinand de Bordeaux
L'église Saint-Ferdinand est une église catholique de Bordeaux en France. Elle est située rue Croix-de-Séguey et dépend de l'archidiocèse de Bordeaux. Elle est dédiée à saint Ferdinand, roi de Castille.

## Histoire et description
L'église Saint-Ferdinand est construite entre 1862 et 1867 par l'architecte Paul Abadie et son élève Jean-Jacques Valleton dans le style néo-roman. L'église est consacrée en 1867,. Elle se présente sur un plan en croix latine, avec chevet plat. Sa façade couronnée de deux tours jumelles est tournée vers le nord, en alignement de la rue. Le porche à triple portail se détache sur un décor végétal en bas-relief avec deux médaillons, l'un représentant à droite la Nativité et l'autre à gauche la Sainte Famille. Trois statues surplombent le porche dont celle du milieu représente saint Ferdinand. La façade est éclairée de verrières et le tympan s'organise autour du Christ en majesté. L'église Saint-Ferdinand est construite en pierre de Camarsac (calcaire à astéries).
À l'intérieur, les vitraux sont l'œuvre du maître-verrier Joseph Villiet (1823-1877). Le maître-autel, datant de 1875, est un chef-d'œuvre d'art néo-gothique fait de marbre avec des pinacles et des statues de saints. Sous la table d'autel, on remarque une représentation de la Cène en bas-relief. Vers l'autel, à gauche, un tableau attribué à Hendrick ter Brugghen (1588-1629) représente le mauvais riche et Lazare. Les fresques sont de Vincent (1882).
L'orgue au buffet néo-gothique, fabriqué par Georges Wenner et Jacques Götty, est inauguré le 23 décembre 1867. Il est restauré à plusieurs reprises, les dernières campagnes datant de 1995-1998 et 2008 par la maison Pesce.